# Omalodes intermedius
Omalodes intermedius är en skalbaggsart som först beskrevs av Lewis 1907.  Omalodes intermedius ingår i släktet Omalodes och familjen stumpbaggar. Inga underarter finns listade i Catalogue of Life.